# Zanis Waldheims
Zanis Waldheims (Jaunpils Zemgale, Letònia, 19 de setembre de 1909 - Mont-real, Canadà) fou un pintor letó adscrit al moviment d'abstracció geomètrica, que va produir el seu treball des de la dècada de 1950 fins a la seva mort el 1993.